# True Lies
Pour l'adaptation en jeu vidéo, voir True Lies (jeu vidéo).
Pour l'adaptation en série TV, voir True Lies (série télévisée).
Pour plus de détails, voir Fiche technique et Distribution.
True Lies : Le Caméléon ou Vrai Mensonge au Québec (True Lies)  est un film américain réalisé par James Cameron et sorti en 1994. C'est le remake du film français La Totale ! (1991) de Claude Zidi.
Le film est ensuite adapté en série télévisée en 2023.

## Synopsis
Pour son épouse Helen et sa fille Dana, Harry Tasker est un banal représentant en informatique, constamment en déplacements professionnel. Toutefois, il est en réalité un agent secret pour le Secteur Oméga - Le Dernier Rempart (The Last Line of Defense en version originale), une agence américaine ultra-secrète de lutte antiterroriste. Harry, accompagné de ses coéquipiers Albert "Gib" Gibson et Faisil, infiltre une réception en Suisse organisée par le milliardaire Jamal Khaled. Sur place, Harry fait la connaissance de Juno Skinner, une marchande d'art travaillant pour Khaled, également rémunérée par le "Crimson Jihad", une faction terroriste dirigée par Salim Abu Aziz. Sous couverture en tant qu'acheteur potentiel, Harry la rencontre, ce qui conduit les terroristes à tenter de le tuer. Harry se défend, mais perd la trace d'Aziz dans la poursuite. De ce fait, il manque la fête d'anniversaire que Helen et Dana avaient organisée pour lui.
Le lendemain, Harry se rend au bureau d'Helen pour arranger les choses, mais il l'entend prendre des dispositions secrètes pour rencontrer un certain Simon. Soupçonnant une infidélité, il utilise les ressources du Secteur Oméga pour découvrir que Simon est un vendeur de voitures d'occasion qui se prétend agent secret pour séduire des femmes. Déguisé, Harry et d'autres agents du Secteur Oméga enlèvent Helen et Simon. Après avoir effrayé Simon pour qu'il s'éloigne d'Helen, Harry et Gib l'interrogent en utilisant un dispositif de modification de voix. Ils apprennent qu'elle souffre d'une crise de la quarantaine et recherche désespérément de l'aventure. Harry organise donc pour Helen une mission d'espionnage fictive, où elle doit séduire une figure mystérieuse (qui est en fait Harry) et placer un micro dans sa chambre d'hôtel. Les hommes d'Aziz font irruption, enlèvent le couple et les emmènent sur une île des Keys en Floride.
Sur l'île, Harry apprend que Crimson Jihad a payé Juno pour aider le groupe à faire passer en contrebande quatre têtes nucléaires MIRV en les cachant dans des statues antiques. Aziz exige que les États-Unis retirent leurs forces du golfe Persique, sinon il fera exploser une tête nucléaire chaque semaine dans une grande ville américaine. Il prévoit également de faire exploser une tête nucléaire sur l'île inhabitée pour démontrer les capacités du Crimson Jihad. Avant d'être torturé avec Helen, Harry reçoit un sérum de vérité et lui avoue sa double vie. Ils s'échappent et apprennent qu'une tête nucléaire est programmée pour exploser dans 90 minutes tandis que les autres sont chargées sur des véhicules pour être transportées aux États-Unis via l'Overseas Highway, contournant ainsi les contrôles des douanes américaines. Dans la mêlée qui s'ensuit, Harry et Helen éliminent la plupart des terroristes, tandis qu'Aziz s'échappe avec l'une des têtes nucléaires. Helen est capturée par Juno et emmenée dans une limousine suivant le convoi. Gib et d'autres agents du Secteur Oméga récupèrent Harry. Ils utilisent deux Harriers des Marines pour intercepter le convoi en détruisant une partie du Seven Mile Bridge. Harry sauve Helen de la limousine avant qu'elle ne tombe du pont, tuant Juno. La tête nucléaire laissée sur l'île explose sans faire de victimes.
Harry découvre qu'Aziz et ses hommes retiennent Dana en otage dans un gratte-ciel de Miami et menacent de faire exploser leur dernière tête nucléaire. Harry réquisitionne l'un des Harriers pour la sauver. Faisil pénètre dans l'immeuble en se faisant passer pour un caméraman de presse. Après que Faisil ait tué plusieurs hommes d'Aziz, Dana s'empare de la clé de contrôle du missile et s'enfuit sur le toit, grimpant finalement sur une grue à tour. Aziz la poursuit et manque de l'attraper avant l'arrivée de Harry. Harry sauve Dana et, après une lutte avec Aziz, il l'accroche à l'extrémité de l'un des missiles de l'avion, que Harry tire sur un hélicoptère terroriste, tuant Aziz et les derniers membres de Crimson Jihad. Harry, Helen et Dana se retrouvent sains et saufs.
Un an plus tard, Harry et Helen travaillent désormais ensemble en tant qu'agents du Secteur Oméga. Lors d'une mission durant une soirée de gala, ils rencontrent Simon qui travaille comme serveur et prétend être un espion. Il s'enfuit de peur après qu'ils se sont révélés et l'aient menacé de mort. Ils dansent en attendant leur contact.  Gib les implorant de prendre leur travail au sérieux.

## Fiche technique
- Titre original : True Lies
- Titre français complet : True Lies : Le Caméléon
- Titre québécois : Vrai Mensonge
- Réalisation : James Cameron
- Scénario : James Cameron, d'après le scénario original de Claude Zidi, Simon Michaël et Didier Kaminka
- Musique : Brad Fiedel
- Photographie : Russell Carpenter
- Montage : Conrad Buff, Mark Goldblatt et Richard A. Harris
- Production : Stephanie Austin[2] et James Cameron
- Société de production : 20th Century Fox, Lightstorm Entertainment
- Distribution : 20th Century Fox (États-Unis et France), United International Pictures (Belgique)
- Format : Couleurs - 35 mm - 2,35:1[3] DTS
- Budget : 100 millions
- Pays de production :  États-Unis
- Langue originale : anglais
- Genre : Action, comédie, espionnage
- Durée : 144 minutes
- Dates de sortie :
  - États-Unis : 15 juillet 1994
  - France : 12 octobre 1994
- Classification[4] :
  - États-Unis : R
  - France : tous publics avec avertissement

## Distribution
- Arnold Schwarzenegger (VF : Daniel Beretta et VQ : Dominique Briand) : Harry Tasker / Harry Rinquest, agent secret en chef Secteur Oméga
- Jamie Lee Curtis (VF : Véronique Augereau et VQ : Madeleine Arsenault) : Helen Elizabeth Tasker, secrétaire juridique
- Tom Arnold (VF : Jean-François Aupied et VQ : Mario Desmarais) : Albert « Gib » Gibson, adjoint de Harry et agent secret Secteur Oméga
- Bill Paxton (VF : Philippe Peythieu et VQ : Sébastien Dhavernas) : Simon Carlos, vendeur de voitures d'occasion, escroc et imposteur
- Tia Carrere (VF : Céline Monsarrat et VQ : Élise Bertrand) : Juno Skinner, marchande d'arts et antiquaire spécialisée dans la Perse antique
- Art Malik (VF : Gérard Rinaldi et VQ : Manuel Tadros) : Salim Abu Aziz, chef du groupe de terroristes, le Jihad rouge  ou les Purs du Jihad
- Eliza Dushku (VF : Sarah Marot et VQ : Aline Pinsonneault) : Dana Tasker
- Grant Heslov (VF : Daniel Lafourcade et VQ : Gilbert Lachance) : Faisil, ingénieur informaticien Secteur Oméga et collègue de Harry et de Albert
- Charlton Heston (VF : Raymond Loyer et VQ : Victor Désy) : capitaine Spencer Trilby, directeur des opérations Secteur Oméga
- Marshall Manesh : Jamal Khaled, milliardaire
- James Allen : le Colonel
- Dieter Rauter : Gardien du hangar à bateaux
- Jane Morris : Janice, contrôleuse d'accès Secteur Oméga
- Katsy Chappell : Allison
- Crystina Wyler : Charlene
- Ofer Samra (en) : Yusif

 Sources et légende  : Version française (VF) sur RS Doublage et VoxoFilm ; Version québécoise (VQ) sur Doublage Qc.ca

## Production

### Genèse et développement
Le film français La Totale ! sort en 1991 et est un énorme succès dans l'Hexagone. Le réalisateur Claude Zidi raconte « J'ai fait sous-titrer des cassettes en anglais lors de mon passage à l'American Film Market de Los Angeles. L'une d'elles a abouti chez Robert Shriver, le beau-frère de Schwarzenegger, qu'il s'est empressé d'appeler : Dis donc, toi qui cherches des idées de comédies familiales avec de l'aventure, je viens de voir un petit film français…[réf. nécessaire] ». L'acteur se rend donc chez son beau-frère, qui s'intéresse au film. Cependant, il trouve le scénario « trop statique pour un film américain. Il fallait plus d'action et d'énergie. J'ai aussitôt pensé : James Cameron ! Il voulait tourner Spider-Man, mais le projet vient de tomber à l'eau[réf. nécessaire]. J'ai donc appelé Cameron : Faisons ça ensemble, à ta manière : en grand[réf. nécessaire]. Nous nous sommes rapidement entendus avec la Fox ». Arnold Schwarzenegger parle du projet à James Cameron, qui est très surpris par l'intérêt que l'acteur porte au script. Claude Zidi vend ensuite les droits de son film à James Cameron pour 1 $ symbolique, mais avec un pourcentage sur les recettes du remake.
James Cameron s’attelle ensuite à la tâche et écrit le scénario. Il conserve de nombreux éléments de La Totale !, mais prend des libertés : « Le premier et le dernier tiers de True Lies sont complètement originaux. (…) Mon objectif consistait, non pas à copier La Totale !, mais à en restituer l'esprit ».

#### Condamnation pour plagiat
Claude Zidi et James Cameron ont été condamnés par la Cour d'appel de Paris pour contrefaçon de scénario au profit du scénariste français Lucien Lambert. Le jugement précise que Zidi doit également rembourser à Cameron ce que ce dernier doit verser à Lambert. La procédure durera trois ans et prendra fin lorsque le réalisateur André Farwagi annoncera que Lambert lui a précédemment vendu les droits pour un téléfilm intitulé Tous mes maris, ce qu'il avait caché au tribunal.

### Attribution des rôles
Bill Paxton, qui joue ici Simon, a déjà tourné avec James Cameron dans Terminator et Aliens, le retour. Ils collaborent à nouveau dans Titanic.
True Lies est l'un des premiers films d'Eliza Dushku, qui deviendra célèbre avec le rôle de Faith Lehane dans la série Buffy contre les vampires.
Jodie Foster devait initialement incarner Helen Tasker, mais elle doit se désister pour tourner Nell de Michael Apted. Rosanna Arquette, Kim Basinger, Annette Bening, Joan Cusack, Geena Davis, Melanie Griffith, Jennifer Jason Leigh, Madonna, Demi Moore, Michelle Pfeiffer, Sharon Stone, Emma Thompson, Lea Thompson ou encore Debra Winger ont été pressenties avant que Jamie Lee Curtis ne fût choisie.
Bill Murray, Dan Aykroyd, Steve Guttenberg, Joe Pesci et John Goodman étaient pressentis pour le rôle d'Albert Gibson.
Arnold Schwarzenegger et Tom Arnold joueront, en 2023, dans la série Fubar.

### Tournage
- Le tournage du film se déroule d'août 1993 à mars 1994.
- Alors qu'Arnold Schwarzenegger et Tom Arnold doivent jouer une scène à bord du van à Constitution Avenue (Washington), une lumière sur le plateau saute et doit être remplacée. Dans l'attente de la réparation, Schwarzenegger propose à son partenaire une balade dans la ville. Ainsi les deux acteurs se détendent durant un quart d'heure devant le Lincoln Memorial, le Capitole et divers musées. Lorsqu'il reviennent sur le plateau, James Cameron se tient debout face à eux. La lumière ayant été changée en deux minutes, le réalisateur a attendu ses deux stars. Lorsque la voiture s'arrête, Cameron se précipite sur Schwarzenegger et le menace de « confier le film à Paul Verhoeven »[12].
- Pour la scène de la discussion entre Harry et Helen dans la salle de bain, Cameron a jugé au départ que le décor était trop petit. Il a exigé que celui-ci soit reconstruit en trois fois plus grand.
- N'ayant que peu de scènes dans le film, Bill Paxton tourne parallèlement le western Frank and Jesse (en) dans lequel il tient un petit rôle avant de revenir terminer ses derniers plans dans True Lies.
- En voyant sa doublure suspendue à l'hélicoptère, Jamie Lee Curtis demande à James Cameron de filmer son gros plan en vue réelle. Alors qu'il avait prévu de tourner sur fond vert, le réalisateur accepte la requête et filme l'actrice accrochée à l'engin. La peur que l'actrice affiche à l'image est authentique.
- Arnold Schwarzenegger assure lui-même bon nombre de ses cascades. Ainsi, c'est lui qui esquive l'explosion en plongeant dans l'eau.
- Peu après la fin du tournage, James Cameron tourne une quarantaine de plans supplémentaires. Pris par le tournage de Junior, Arnold Schwarzenegger doit prendre quelques jours de congé afin de participer à ces quelques rajouts.

### Musique
Albums de Brad Fiedel
Blink
(1994) Johnny Mnemonic
(1995)
La musique du film est composée par Brad Fiedel, qui avait déjà collaboré avec James Cameron pour Terminator (1984) et Terminator 2 : Le Jugement dernier (1991). Outre ses compositions, on retrouve également des titres de groupes de rock comme Cream et Screaming Trees.
| 1.  | Sunshine of Your Love                                               | Cream              |  |
| 2.  | Darkness, Darkness                                                  | Screaming Trees    |  |
| 3.  | Alone in the Dark                                                   | John Hiatt         |  |
| 4.  | Entity                                                              | Mother Tongue (en) |  |
| 5.  | Sunshine of Your Love ((The Adrian Sherwood & Skip McDonald Remix)) | Living Colour      |  |
| 6.  | Main Title/Harry Makes His Entrance                                 |                    |  |
| 7.  | Escape from the Chateau                                             |                    |  |
| 8.  | Harry's Sweet Home                                                  |                    |  |
| 9.  | Harry Rides Again                                                   |                    |  |
| 10. | Spying on Helen                                                     |                    |  |
| 11. | Juno's Place                                                        |                    |  |
| 12. | Caught in the Act                                                   |                    |  |
| 13. | Shadow Lover                                                        |                    |  |
| 14. | Island Suite                                                        |                    |  |
| 15. | Causeway/Helicopter Rescue                                          |                    |  |
| 16. | Nuclear Kiss                                                        |                    |  |
| 17. | Harry Saves the Day                                                 |                    |  |

Plusieurs morceaux présents dans le film n'apparaissent pas sur l'album. Il y a notamment la musique sur laquelle danse Arnold Schwarzenegger dans la scène d'introduction du film, Por una Cabeza, composée par Carlos Gardel en 1935. On retrouve également More Than a Woman des Bee Gees, Le Beau Danube bleu de Johann Strauss II (interprété par l'Orchestre de Philadelphie), ainsi que I Never Thought I'd See the Day de Sade.

## Accueil

### Critique
True Lies rencontre un accueil critique globalement positif. Sur le site agrégateur de critiques Rotten Tomatoes, le film obtient un score de 71 % d'avis favorables, sur la base de 52 critiques collectées et une note moyenne de 6,60/10 ; le consensus du site indique : « S'il n'atteint pas les sommets des collaborations précédentes du réalisateur James Cameron et de la star Arnold Schwarzenegger, True Lies contient suffisamment d'action et d'humour dans son intrigue, parfois absurde, pour être divertissant ». Sur Metacritic, le film obtient une note moyenne pondérée de 63 sur 100, sur la base de 17 critiques collectées ; le consensus du site indique : « Avis généralement favorables ».

### Box-office
Sorti dans 2 368 salles aux États-Unis, True Lies prend directement la première place du box-office avec 25 869 770 $ de recettes engrangées le premier week-end d'exploitation, pour une moyenne de 10 924 $ par salles et 40 834 885 $ en première semaine d'exploitation, pour une moyenne de 17 244 $ par salles. Il rapporte en fin d'exploitation un recette totale de 146 282 411 $ sur le territoire américain. Il s'agit d'un succès commercial, dépassant ainsi son coût de production (115 millions de $), qui se confirme également à l'étranger, puisqu'il récolte 232 600 000 $, soit un total de 378 882 411 $.
En France, où il est distribué jusqu'à 476 salles, le film prend la première place du box-office pendant les deux premières semaines d'exploitation en salles avec 997 595 entrées. Il finit son exploitation avec 1 891 086 entrées.

## Distinctions
- Golden Globe de la meilleure actrice dans un film musical ou une comédie 1995 pour Jamie Lee Curtis
- Nomination à Oscar des meilleurs effets visuels 1995.

## Commentaires et analyse